# Aliança Global contra a Fome e a Pobreza
A Aliança Global contra a Fome e a Pobreza é um tratado multilateral elaborado pelo Governo Federal do Brasil. O projeto foi adotado em uma conferência diplomática no Rio de Janeiro, Brasil, em 24 de julho de 2024 pelos países do G20 e organizações internacionais. O documento foi ratificado em 18 de novembro de 2024 por 82 países e outras organizações internacionais durante a cúpula dos líderes do G20.

## Tratado
O projeto foi definido como meta prioritária do governo Lula no G20 em 2024. Em 2023, de acordo com o relatório anual sobre o Estado da Segurança Alimentar e Nutricional no Mundo (SOFI) da Organização das Nações Unidas para a Alimentação e a Agricultura, publicado a 24 de julho de 2024, mais de 730 milhões de pessoas em todo o mundo enfrentaram a fome em 2023, e mais de 2,3 mil milhões estavam em situação de insegurança alimentar moderada ou grave. Segundo o Programa Alimentar Mundial, se as tendências actuais se mantiverem, cerca de 582 milhões de pessoas sofrerão de subnutrição crónica em 2030, metade das quais no continente africano.
Os objetivos do tratado são apoiar e acelerar os esforços para erradicar a fome e a pobreza, reduzindo as desigualdades em conjunto com governos, organizações, instituições financeiras e think tanks, visando apoiar a implementação das novas políticas, dependendo da realidade e das possibilidades dos membros.
O rascunho define que o Brasil, depositário da proposta, arcará com metade dos custos da aliança até 2030, com dois escritórios em Brasília e Roma. Esses escritórios serão responsáveis por conectar regiões necessitadas ao redor do mundo com países e entidades dispostas a financiar e fornecer assistência técnica a projetos locais.

## Conselho Administrativo
| Região | Membro                 |
| --- | ---------------------- |
| Brasil | Wellington Dias        |
| China | Li Xin                 |
| União Europeia | Sandra Bartelt         |
| Alemanha | Ariane Hildebrandt     |
| Noruega | Anne Beathe Tvinnereim |
| Portugal | Ricardo Vitória        |
| Reino Unido | Melinda Bohannon       |
| *Em 18 de novembro de 2024. Representantes de várias organizações internacionais como a FAO e a OCDE também estarão presentes no conselho. |                        |